# Maleja Restrepo
María Alejandra Restrepo Tafur (Cali, 12 de abril de 1985), más conocida como Maleja Restrepo, es una presentadora, modelo, actriz e influencer colombiana.

## Trayectoria
María Alejandra Restrepo inició su carrera a los 15 años en el programa infantil TV Aventuras emitido por el canal regional Telepacífico, y más adelante presentó el programa juvenil Tiempo Real producido por la Universidad Autónoma de Occidente.
En el año 2007 participó en el reality show La isla de los famosos: Una aventura maya reality en el que conoció a su actual pareja, el motocrosista Sebastián Tatán Mejía con el que tiene dos hijas Guadalupe y Macarena Mejia Restrepo. Al finalizar su participación en éste, presentó el programa infantil Latitud 4°13'' de Señal Colombia, trabajó durante 2 años como DJ en La Mega (Cali) y desde 2009 hasta 2012 fue conductora y presentadora de Play Zone junto a Juan Sebastián Quintero en el Canal Caracol.

## Filmografía

### Televisión
| Año  | Título                     | Personaje                      | Canal              |
| ---- | -------------------------- | ------------------------------ | ------------------ |
| 2024 | Manes                      | Ximena                         | Netflix            |
| 2021 | Enfermeras                 | Ella misma                     | Canal RCN          |
| 2016 | Sala de urgencias          | Cindy                          | Canal RCN          |
| 2015 | La selección               | Ella misma                     | Caracol Televisión |
| 2015 | Dulce amor                 | Connie                         | Caracol Televisión |
| 2014 | La viuda negra             | Leslee                         | UniMás             |
| 2013 | La Madame                  | Heidy                          | UniMás             |
| 2012 | Historias clasificadas     | Angie ep: Ni La Tuya Ni La Mía | Canal RCN          |
| 2011 | Confidencial               | Mary Luz                       | Caracol Televisión |
| 2010 | Tierra de cantores         | Ana                            | Caracol Televisión |
| 2010 | Salvador de mujeres        | Bárbara                        | Venevisión         |
| 2009 | Niños ricos, pobres padres | Amelia Richards                | Telemundo          |
| 2008 | La sucursal del cielo      | Ella misma                     | Caracol Televisión |

### Como presentadora
| Año       | Título                            | Rol          | Canal                   |
| --------- | --------------------------------- | ------------ | ----------------------- |
| 2000-2002 | TV Aventuras                      | Presentadora | Telepacífico            |
| 2003-2005 | Tiempo Real                       | Presentadora | UAO                     |
| 2005-2007 | Exploradores por Naturaleza       | Presentadora | Zoológico de Cali       |
| 2007-2008 | Latitud 4°13''                    | Presentadora | Señal Colombia          |
| 2008-2009 | Tardes del Sol                    | Presentadora | Telepacífico            |
| 2009-2012 | Play Zone                         | Presentadora | Caracol Televisión      |
| 2012-2015 | Somos Millennials                 | Presentadora | Canal 13                |
| —         | Conexión remota                   | Presentadora | —                       |
| 2019-2020 | Mientras No Estabas Latinoamerica | Presentadora | Discovery Home & Health |
| 2021-2022 | Guerreros Colombia                | Presentadora | Canal 1                 |
| 2022-2023 | Duro contra el mundo              | Presentadora | Canal RCN               |

### Reality
| Año  | Título                                    | Rol          | Nota |
| ---- | ----------------------------------------- | ------------ | ---- |
| 2007 | La isla de los famosos: Una aventura maya | Participante | —    |

### Programas
| Año  | Título                   | Rol          | Nota |
| ---- | ------------------------ | ------------ | ---- |
| 2021 | Voy por ti, juega por mi | Participante |      |

### Cine
| Año  | Título          | Personaje            | Nota                         |
| ---- | --------------- | -------------------- | ---------------------------- |
| 2009 | Venezzia        | Isabel Núñez de Díaz | Dirección: Haik Gazarian     |
| 2019 | Mamá al volante | Fabiana              | Dirección: Harold Trompetero |
| 2020 | El baño         | Ella Misma           | Dirección: Harold Trompetero |

### Radio
| Año       | Estación Radial | Cadena    | Cargo |
| --------- | --------------- | --------- | ----- |
| 2007-2009 | La Mega         | RCN Radio | DJ    |